# Contre Ératosthène
Pour les articles homonymes, voir Ératosthène (homonymie).
Le Contre Ératosthène est l'un des discours les plus connus de Lysias, l'un des dix orateurs attiques. Dans ce discours, Lysias accuse Ératosthène, un membre des Trente Tyrans qui régnaient à Athènes, en 404, à la suite de la guerre du Péloponnèse, de divers crimes dont l'assassinat de son frère Polémarque.
Le discours est titré en grec ancien : Κατὰ Ἐρατοσθένους τοῦ γενομένου τῶν τριάκοντα, ὃν αὐτὸς εἶπε Λυσίας (« Discours contre Ératosthène, celui qui était l'un des Trente et que Lysias a dit lui-même »).

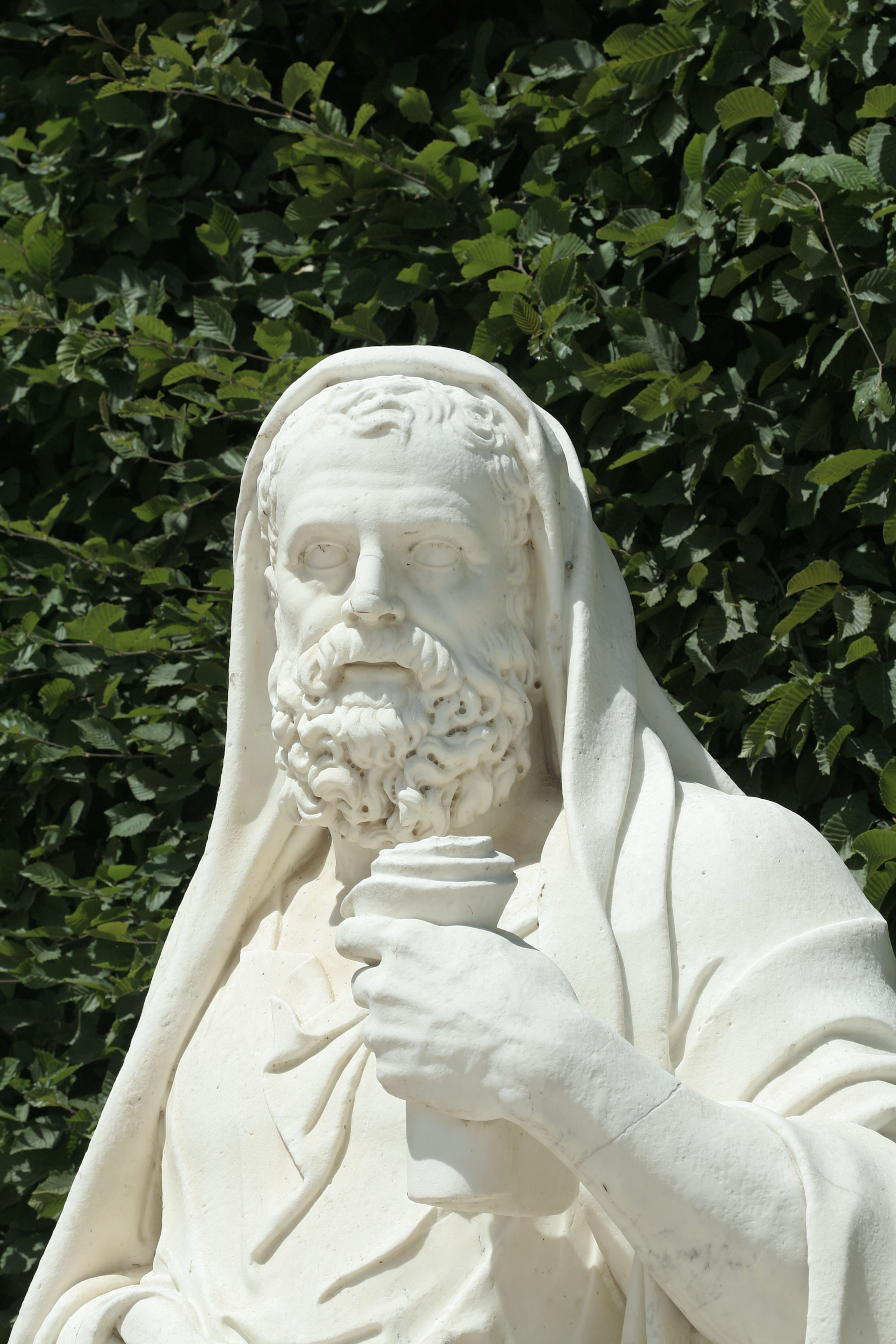
Lysias au Parc de Versailles.

## Genèse
La carrière de Lysias comme rédacteur de discours, ou logographe, a été interrompue par l'occupation des Trente, une oligarchie placé au pouvoir par les Spartiates à la suite de leur victoire contre Athènes à l'issue de la guerre du Péloponnèse, qui a pris fin en 404 avant notre ère. Lysias, avec un petit groupe d'autres métèques, y compris son frère Polémarque, ont été arrêtés par les pro-régime Spartiate pour hostilité et résistance au régime. Selon Lysias, le groupe a été arrêté sur des accusations forgées de toutes pièces, afin que les Trente puissent confisquer leurs richesses et propriétés. Le discours aborde aussi l'exécution de Polémarque par le régime. Ératosthène, en tant que membre des Trente, a en effet supervisé l'arrestation de Lysias, Polémarque et leurs compagnons métèques. Le discours a été écrit à la suite de l'effondrement de l'oligarchie et de la restauration de la démocratie à Athènes en 403.

## Le discours
Lysias est à la fois l'auteur et l'orateur de ce discours, considéré comme l'une de ses œuvres les plus célèbres.  Après la restauration de la démocratie à Athènes, une amnistie générale a été accordée pour protéger les ex-membres de l'oligarchie. De par cette amnistie, les membres du gouvernement des Trente ont été mis à l'abri de poursuites pour les actes qu'ils ont commis pendant leur règne, sauf pour les cas où ils ont personnellement commis un meurtre. Les membres des Trente ont été amnistiés à la suite du succès de leur défense lors de l'euthunai, une procédure dans laquelle les fonctionnaires du gouvernement doivent rendre compte de leurs actions pendant l'exercice de leurs fonctions 
Il n'est pas clair si ce discours a été prononcé à l'euthunai d’Ératosthène, lors d'un procès spécifique pour meurtre, ou s'il a tout simplement été prononcé.
L'argument se compose de deux parties distinctes : une attaque générale contre Ératosthène et les autres membres des Trente, en soulignant leur corruption collective avant et après l'installation du régime pro-spartiate, et un contre-interrogatoire d’Ératosthène. Au cours de son contre-interrogatoire, Ératosthène se défend avec un argumentaire similaire à celui des nazis lors des procès de Nuremberg. Il maintient ainsi qu'il suivait simplement les ordres de ses supérieurs et qu'il n'était pas été impliqué personnellement dans les décisions.

## Issue du procès
Il n'existe aucune preuve de l'issue du procès ou simplement de sa tenue. Comme non-citoyen, Lysias n'aurait pas été en mesure de prononcer lui-même le discours devant la cour. Certains pensent que Lysias a écrit le discours et que celui-ci a ensuite circulé comme un pamphlet sous cape.
Il est également possible que Lysias ait obtenu la citoyenneté de la démocratie pendant un certain temps après l'expulsion des Trente, ce qui rendrait probable qu'il ait lui-même soutenu l'accusation devant le tribunal. Ce fait est cependant contesté; bien que Thrasybule ait certainement proposé à Lysias la citoyenneté, le décret a été rapidement annulé, et « il est tout à fait probable que Lysias n'ait jamais profité de la citoyenneté ».